# خط عرض 36°30′ شمال
خط العرض 36°30′ شمال هو دائرة عرض تقع على بعد 36 درجة ونصف شمال خط الاستواء. يعتبر خط العرض هذا ذو أهمية خاصة في تاريخ الولايات المتحدة باعتباره الخط الفاصل لتسوية ميسوري الذي استخدم لترسيم الحدود بين ولايات العبيد المحتملة والولايات الحرة الواقعة غرب نهر المسيسيبي باستثناء ولاية ميسوري التي تقع في الغالب شمال هذا الخط. لا يزال الخط يحمل أهمية ثقافية واقتصادية وسياسية حتى يومنا هذا. يُعرّف معهد كيندر للأبحاث الحضرية حزام الشمس بأنه يقع جنوب خط عرض 36°30′.

## في الولايات المتحدة
في الولايات المتحدة، يشكل خط العرض 36°30′ جزءًا من الحدود بين تينيسي وكنتاكي، في المنطقة الواقعة غرب نهر تينيسي وشرق نهر المسيسيبي. ويشكل هذا الخط أيضًا جزءًا من الحدود بين ميسوري وأركنساس في المنطقة الواقعة غرب نهر سانت فرانسيس، وجزءًا من الحدود بين أوكلاهوما بانهاندل وتكساس بانهاندل. بقية الحدود بين فيرجينيا وكارولينا الشمالية؛ بين فرجينيا وتينيسي. وبين تينيسي وكنتاكي تقع بالقرب من خط العرض 36°30′. تم تعريف الحدود بين كنتاكي وتينيسي على أنها 36°30′، بناءً على الحدود الاستعمارية الملكية لعام 1665 التي حددت حدود مستعمرة فيرجينيا ومقاطعة كارولينا.